# Liberi (film)
Liberi è un film del 2003 diretto da Gianluca Maria Tavarelli.

## Trama
Cenzo è un operaio di Bussi sul Tirino, vicino a Pescara, in Abruzzo, un paesino arroccato sulle pendici orientali del Gran Sasso d'Italia. Dopo trent'anni di lavoro in fabbrica nel paese, primo livello, alla chiusura improvvisa del suo reparto, viene licenziato e messo in cassa integrazione.
Impegnato nei lavori socialmente utili sulla montagna, assiste al suicidio di un suo collega, cade in depressione e si chiude in casa. Vincenzo detto "Vince" ha vent'anni, è il figlio di Cenzo, è insofferente alla monotona vita di paese e vuole andare via, trasferendosi a Pescara per trovare lavoro. Genny di Trasacco (nella Marsica), fa la cameriera a Pescara, anche lei ha vent'anni e vorrebbe vedere il mondo. Solo che non può andare da nessuna parte: come sale su un treno, o anche solo su un autobus, si sente morire, si sente morire anche se va ad una festa o ad un concerto: soffre di agorafobia.
I due ragazzi di incontrano nello stabilimento balneare dove lavora Vince, che lentamente inizia a provate dei sentimenti per lei, nonostante la malattia. Col passare del tempo, Vince troverà anche il coraggio per riappacificarsi col padre,  che va a trovarlo in città. Alla fine della storia, Vince accumula abbastanza denaro per iscriversi all'Università a Roma, mentre Genny affronta la realtà e prende il treno da Avezzano per giungere direttamente a Pescara, sconfiggendo le sue paure, e inviando un filmato della traversata a Vince.

## Produzione
Il film è stato girato completamente in Abruzzo, a Bussi sul Tirino e nelle città costiere di Pescara, Montesilvano e Francavilla al mare: in particolare, è possibile notare il porto turistico, il molo, la stazione, il centro urbano, la riviera e molti ristoranti noti.

## Musica
Da segnalare l'uso, come canzone simbolo del film, della celebre I Will Survive (lanciata da Gloria Gaynor nel 1978), qui nella versione cover dei Cake, citata e riprodotta nella parte iniziale e in quella finale della storia dal protagonista Vince durante i suoi viaggi in auto.